# Kallangur
Kallangur is een plaats in de Australische deelstaat Queensland en telt 15.656 inwoners (2006).